# Pocillopora damicornis
Espèce
Statut de conservation UICN

 LC  : Préoccupation mineure
Statut CITES
Pocillopora damicornis est une espèce de coraux (cnidaires hexacoralliens), de la famille des Pocilloporidae.

## Description et caractéristiques
C'est un Pocillopora qui forme des colonies assez petites (rarement plus de 30 cm, qui comme souvent dans ce genre sont reconnaissables à leurs bras courts et élargis en spatules (pas très régulières chez cette espèce) et comme couvertes de verrues de taille constante (environ 3 mm), qui sont en fait les corallites, formant de courtes branches. Les branches principales de cette espèce sont courtes, très irrégulières, et parfois grossièrement polygonales ; elles sont plus robustes dans les eaux agitées. La couleur est généralement rose, mais peut aller du marron clair au verdâtre, ou être presque blanche.

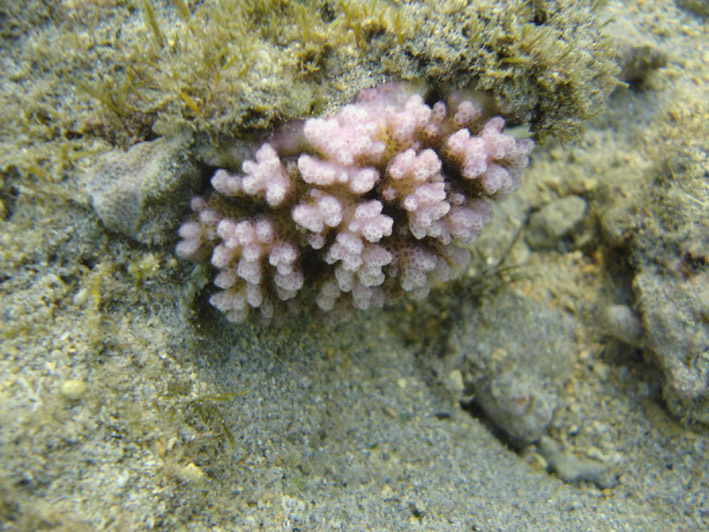
Spécimen à La Réunion.
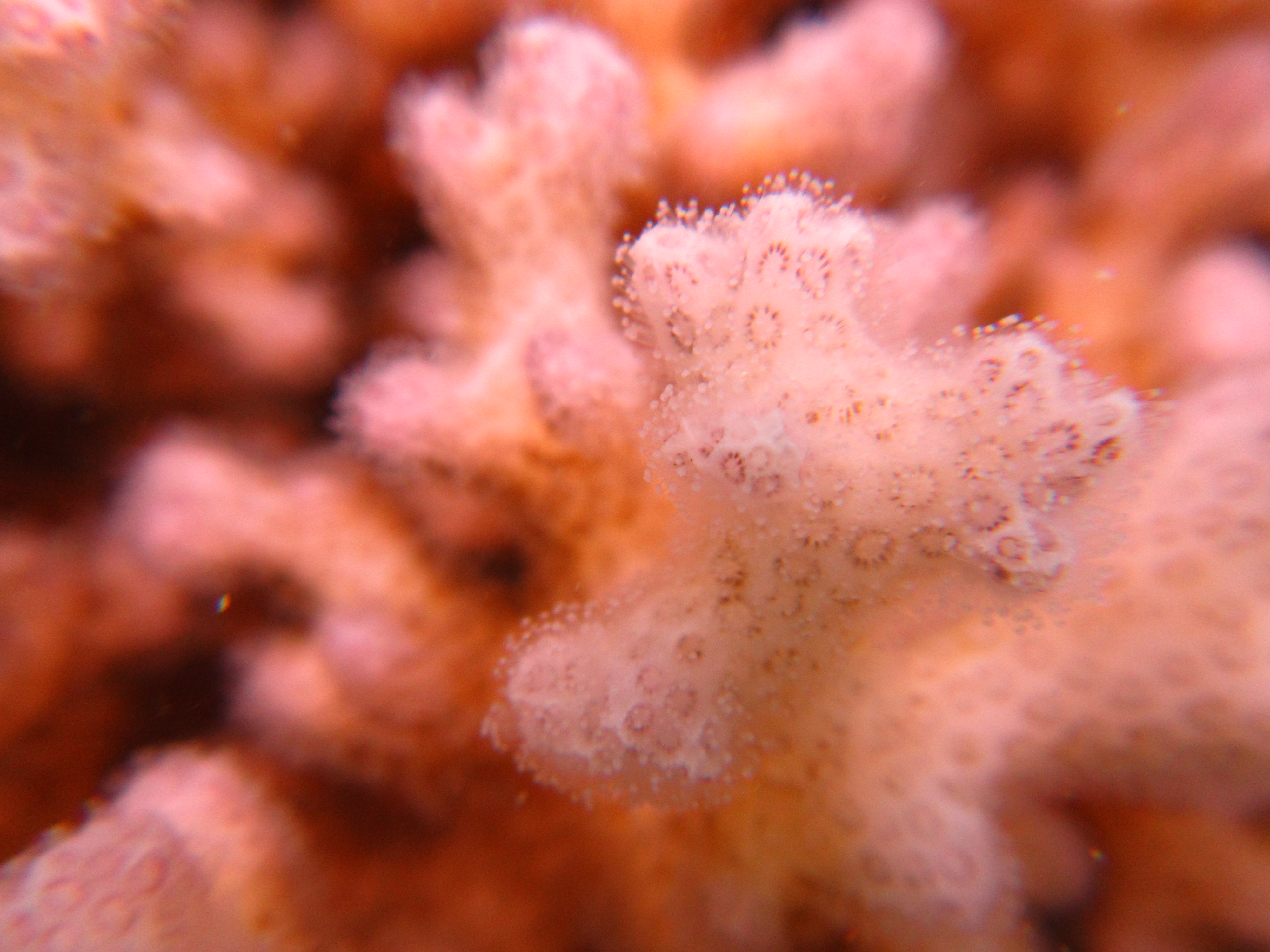
Gros-plan.
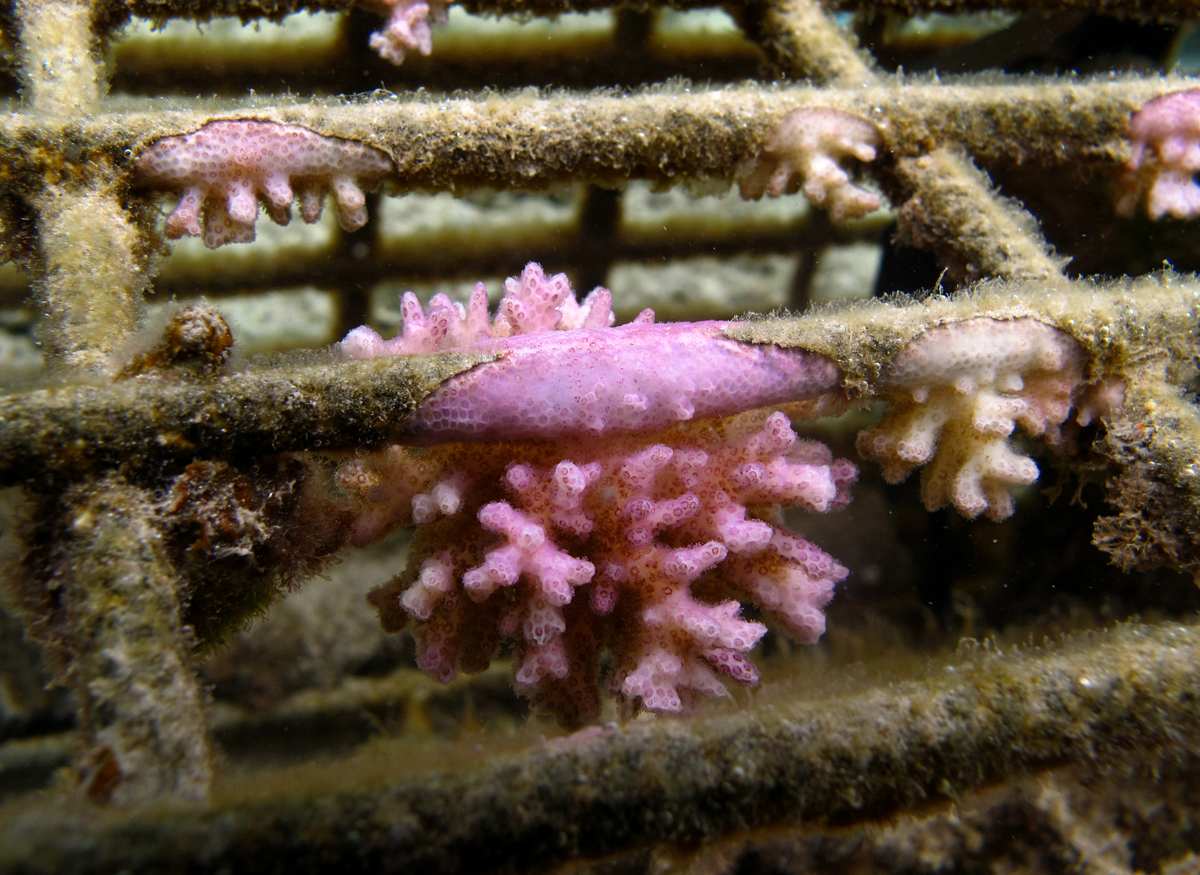
P. damicornis est une espèce pionnière qui colonise souvent des supports artificiels.
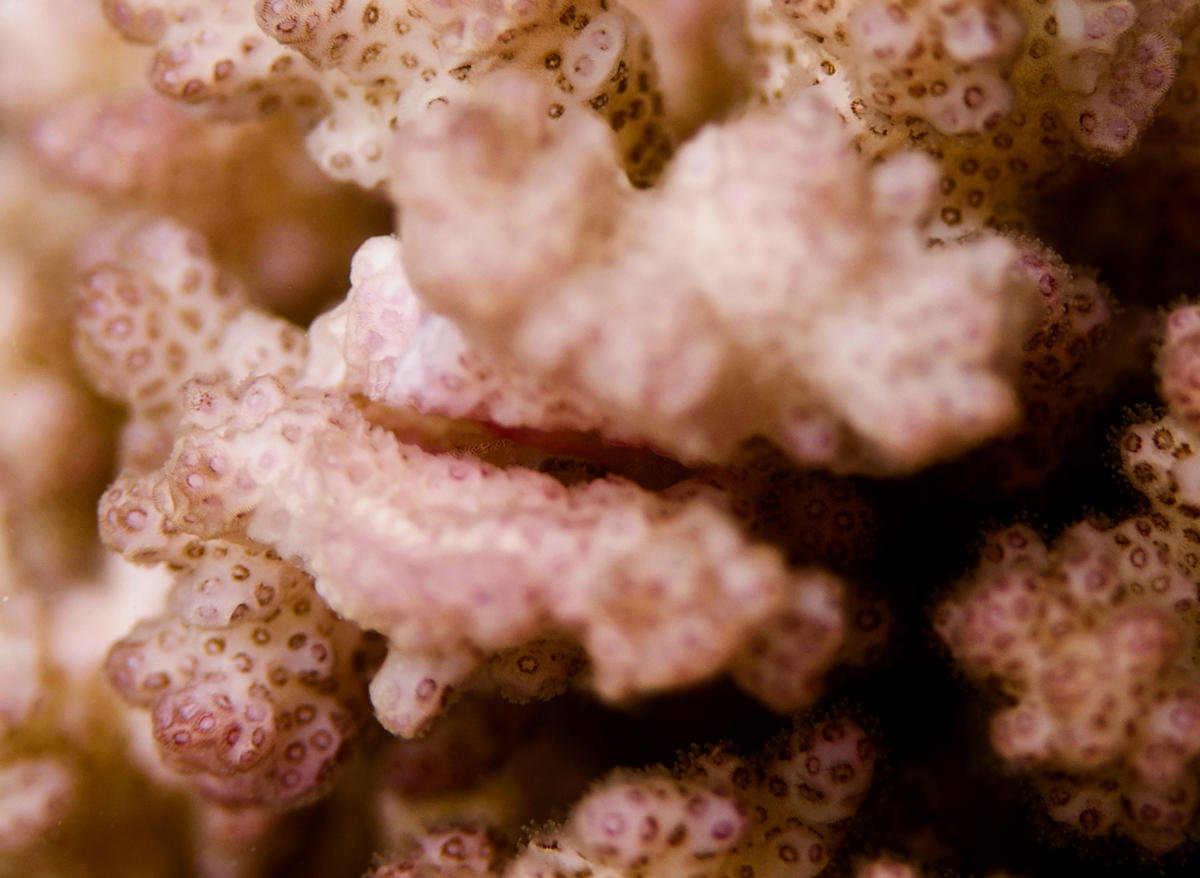
Spécimen portant une galle autour d’une femelle crabe Cryptochiridae.

## Habitat et répartition
Cette espèce se rencontre dans tout l'Indo-Pacifique tropical, de la Mer Rouge à Panama.
Elle est très commune à faible profondeur, mais peut être rencontrée jusqu'à 20 voire 40 m de profondeur. On la trouve aussi bien dans les lagons que sur les tombants externes des récifs. C'est une espèce pionnière, qui colonise facilement et rapidement les structures humaines telles que les piliers en béton, les barres de métal ou les épaves.

## Écologie et biologie
C'est une espèce très abondante et à croissance relativement rapide : elle est donc d'une importance majeure pour les récifs coralliens, et fait l'objet d'un suivi scientifique attentif. Espèce pionnière, elle est souvent la première à coloniser les structures dures (humaines ou naturelles), et laissera à la fin de sa courte vie (pour un corail) un substrat très propice à l'installation d'espèces plus exigeantes. En outre, comme tous les Pocillopora cette espèce abrite une large gamme de symbiotes, et constitue donc une espèce-clef pour la biodiversité.
Cette espèces est sensible à l'acidification des océans et à un réchauffement rapide des océans, mais aussi à certains pesticides (dont la Chlordécone d'après une étude récente).

## Sous-espèces
Selon World Register of Marine Species (27 décembre 2014) :
- sous-espèce Pocillopora damicornis bulbosa Ehrenburg
- sous-espèce Pocillopora damicornis caespitosa